# KWSC Lauwe
Maillots
Dernière mise à jour : 3 août 2017.
Le Koninklijke White Star Club Lauwe est un club de football belge basé à Lauwe. Le club porte le matricule 535 et évolue en première provinciale lors de la saison 2017-2018. Il a disputé 37 saisons dans les séries nationales dont 12 en Division 3.

## Historique
- 1925 : fondation de White Star Club Lauwe en 1925 et affiliation à l'Union Royale Belge des Sociétés de Football Association (URBSFA) le 24 juillet 1925[2].
- 1926 : le club reçoit le numéro matricule 535[2].
- 1952 : après obtention du titre de Société Royale en décembre 1951 (le 4 ?), changement de dénomination en Koninklijke White Star Club Lauwe (535) le 10 janvier 1952[2].

## Personnalités
- Hein Vanhaezebrouck a fait ses classes puis évolué avec équipe du K. WSC Lauwe.

## Résultats dans les divisions nationales
Statistiques mises à jour le 24 juin 2013

### Palmarès
- 1 fois champion de Belgique de Promotion en 1965.

### Bilan
| Niv | Divisions     | Jouées | Titres | TM Up | TM Down |
| --- | ------------- | ------ | ------ | ----- | ------- |
| I   | 1re nationale | 0      | 0      |       |         |
| II  | 2e nationale  | 0      | 0      |       |         |
| III | 3e nationale  | 12     | 0      |       |         |
| IV  | 4e nationale  | 25     | 1      | 4     | 1       |
| V   | 5e nationale  | 0      | 0      |       |         |
|     |               |        |        |       |         |
|     | TOTAUX        | 37     | 1      | 4     | 1       |

- TM Up : test-match pour départager des égalités, ou toutes formes de Barrages ou de Tour final pour une montée éventuelle.
- TM Down : test-match pour départager des égalités, ou toutes formes de Barrages ou de Tour final pour le maintien.

### Classements
| Ordre               | Saison  | Nom du club  | Niveau             | Classement final | Remarques          |
| ------------------- | ------- | ------------ | ------------------ | ---------------- | ------------------ |
| 1                   | 1964-65 | K. WSC Lauwe | Promotion série B  | 1er/16           | Champion et promu! |
| 2                   | 1965-66 | K. WSC Lauwe | Division 3 série B | 10e/16           |                    |
| 3                   | 1966-67 | K. WSC Lauwe | Division 3 série A | 3e/16            |                    |
| 4                   | 1967-68 | K. WSC Lauwe | Division 3 série B | 12e/16           |                    |
| 5                   | 1968-69 | K. WSC Lauwe | Division 3 série B | 2e/16            |                    |
| 6                   | 1969-70 | K. WSC Lauwe | Division 3 série A | 13e/16           |                    |
| 7                   | 1970-71 | K. WSC Lauwe | Division 3 série B | 7e/16            |                    |
| 8                   | 1971-72 | K. WSC Lauwe | Division 3 série A | 3e/16            |                    |
| 9                   | 1972-73 | K. WSC Lauwe | Division 3 série B | 5e/16            |                    |
| 10                  | 1973-74 | K. WSC Lauwe | Division 3 série B | 11e/16           |                    |
| 11                  | 1974-75 | K. WSC Lauwe | Division 3 série A | 3e/16            |                    |
| 12                  | 1975-76 | K. WSC Lauwe | Division 3 série A | 8e/16            |                    |
| 13                  | 1976-77 | K. WSC Lauwe | Division 3 série A | 16e/16           | Relégué!           |
| 14                  | 1977-78 | K. WSC Lauwe | Promotion série C  | 11e/16           |                    |
| 15                  | 1978-79 | K. WSC Lauwe | Promotion série B  | 8e/16            |                    |
| 16                  | 1979-80 | K. WSC Lauwe | Promotion série A  | 15e/16           | Relégué!           |
| séries provinciales |         |              |                    |                  |                    |
| 17                  | 1982-83 | K. WSC Lauwe | Promotion série A  | 6e/16            |                    |
| 18                  | 1983-84 | K. WSC Lauwe | Promotion série A  | 8e/16            |                    |
| 19                  | 1984-85 | K. WSC Lauwe | Promotion série A  | 6e/16            |                    |
| 20                  | 1985-86 | K. WSC Lauwe | Promotion série A  | 3e/16            |                    |
| 21                  | 1986-87 | K. WSC Lauwe | Promotion série A  | 4e/16            |                    |
| 22                  | 1987-88 | K. WSC Lauwe | Promotion série A  | 9e/16            |                    |
| 23                  | 1988-89 | K. WSC Lauwe | Promotion série A  | 6e/16            |                    |
| 24                  | 1989-90 | K. WSC Lauwe | Promotion série A  | 9e/16            |                    |
| 25                  | 1990-91 | K. WSC Lauwe | Promotion série A  | 10e/16           |                    |
| 26                  | 1991-92 | K. WSC Lauwe | Promotion série A  | 8e/16            |                    |
| 27                  | 1992-93 | K. WSC Lauwe | Promotion série A  | 10e/16           |                    |
| 28                  | 1993-94 | K. WSC Lauwe | Promotion série A  | 4e/16            | Tour final!        |
| 29                  | 1994-95 | K. WSC Lauwe | Promotion série A  | 4e/16            | Tour final!        |
| 30                  | 1995-96 | K. WSC Lauwe | Promotion série A  | 14e/16           | Relégué!           |
| séries provinciales |         |              |                    |                  |                    |
| 31                  | 2002-03 | K. WSC Lauwe | Promotion série A  | 9e/16            |                    |
| 32                  | 2003-04 | K. WSC Lauwe | Promotion série A  | 3e/16            | Tour final!        |
| 33                  | 2004-05 | K. WSC Lauwe | Promotion série A  | 12e/16           | Tour final!        |
| 34                  | 2005-06 | K. WSC Lauwe | Promotion série A  | 9e/16            |                    |
| 35                  | 2006-07 | K. WSC Lauwe | Promotion série A  | 10e/16           |                    |
| 36                  | 2007-08 | K. WSC Lauwe | Promotion série A  | 12e/16           |                    |
| 37                  | 2008-09 | K. WSC Lauwe | Promotion série A  | 15e/16           | Relégué!           |
| séries provinciales |         |              |                    |                  |                    |